# 克里斯蒂亚诺·罗纳尔多：世界在他脚下
《克里斯蒂亚诺·罗纳尔多：世界在他脚下》（英語：Cristiano Ronaldo: The World at His Feet）是2014年由Tara Pirnia执导的纪录片。该片记录了目前正效力于沙職聯俱乐部艾納斯和葡萄牙国家队的足球运动员克里斯蒂亚诺·罗纳尔多的生活和职业生涯。 于2014年6月通过Vimeo发布。
这部纪录片由演员本尼迪克特·康伯巴奇讲述。